# Tom Segev
Tom Segev (hebreo: תום שגב; Jerusalém, 1 de marzo de 1945) es un profesor de historia israelí, miembro de los denominados Nuevos Historiadores.

## Biografía
Segev nació en Jerusalén. Sus padres, Ricarda Meltzer y Heinz Schwerin, eran artistas que se conocieron en la escuela de la Bauhaus y huyeron de la Alemania nazi en 1935 debido a su orientación comunista (Heinz además era judío). Su madre era fotógrafa. Su padre, un arquitecto y fabricante de juguetes, murió durante la guerra árabe-israelí de 1948. El primer idioma de Segev fue el alemán; su madre nunca aprendió hebreo más allá de un nivel básico. Obtuvo una licenciatura en historia y ciencias políticas de la Universidad Hebrea de Jerusalén y un doctorado en historia de la Universidad de Boston en la década de 1970. Su hermana es la política alemana Jutta Oesterle-Schwerin.

## Carrera periodística
Segev trabajó durante la década de 1970 como corresponsal de Maariv en Bonn. Fue profesor itinerante en la Universidad de Rutgers (2001–2002), la Universidad de California en Berkeley (2007) y la Universidad Northeastern, donde impartió un curso sobre la negación del Holocausto. Escribe una columna semanal para el periódico Haaretz. Sus libros han aparecido en catorce idiomas.
En The Seventh Million: The Israelis and the Holocaust (1993), Segev explora el impacto decisivo del Holocausto en la identidad, la ideología y la política de Israel. Aunque controvertido, fue elogiado por Elie Wiesel en Los Angeles Times Book Review.
One Palestine, Complete: Jews and Arabs Under the British Mandate ('Una Palestina, completo: judíos y árabes bajo el mandato británico'), fue uno de los libros escogidos del Editor's Choice Best Book del 2000 del New York Times y fue galardonado con un Premio Nacional del Libro Judío en la categoría de Israel. Segev describe la era del Mandato Británico en Palestina (1917-1948).
La historia de Segev sobre el trasfondo social y político de la Guerra de los Seis Días, 1967: Israel, the War, and the Year That Transformed the Middle East ('1967: Israel, la Guerra y el año que transformó el Medio Oriente', 2006) afirma que no había una amenaza existencial para Israel desde el punto de vista militar. Segev también duda de que los vecinos árabes realmente hubieran atacado a Israel. Aun así, grandes segmentos de la población israelí tenían un miedo real de que los egipcios y los sirios los eliminaran. Eso habría aumentado la presión para el gobierno israelí de tal manera que optó por un ataque preventivo. Según Segev, el ataque del ejército jordano a Jerusalén occidental habría proporcionado una razón de bienvenida para invadir Jerusalén Oriental. Aunque esta ocupación no fue planificada políticamente, el autor considera que siempre fue deseada.
En febrero de 2018, Segev publicó una biografía de David Ben-Gurion.

## Obras
- 1949: The First Israelis (Hebreo: 1984, ISBN 965-261-040-2; inglés: 1998, ISBN 0-8050-5896-6)
- Soldiers of Evil: The Commandants of the Nazi Concentration Camps (1988,  ISBN 0-07-056058-7)
- One Palestine, Complete: Jews and Arabs Under the British Mandate (2000, ISBN 0-316-64859-0)
- The Seventh Million: Israelis and the Holocaust (2000, ISBN 0-8050-6660-8)
- Elvis in Jerusalem: Post-Zionism and the Americanization of Israel (2003, ISBN 0-8050-7288-8)
- Israel in 1967. And the land changed its visage (Hebrew: 2005, ISBN 965-07-1370-0)
- 1967: Israel, the War, and the Year That Transformed the Middle East, Metropolitan Books (2006)
- Simon Wiesenthal: The Life and Legends, Jonathan Cape (2010)
- A State at Any Cost - The Life of David Ben-Gurion (Hebreo y alemán: 2018; inglés: 2019)